# Большое Кишнево
Большое Кишнево — деревня в Орехово-Зуевском муниципальном районе Московской области. Входит в состав сельского поселения Горское. Население — 28 чел. (2010).

## География
Деревня Большое Кишнево расположена в северной части Орехово-Зуевского района, примерно в 11 км к юго-западу от города Орехово-Зуево. Высота над уровнем моря 126 м. Ближайший населённый пункт — деревня Малое Кишнево.

## История
В 1926 году деревня являлась центром Кишневского сельсовета Теренинской волости Орехово-Зуевского уезда Московской губернии.
С 1929 года — населённый пункт в составе Орехово-Зуевского района Орехово-Зуевского округа Московской области, с 1930-го, в связи с упразднением округа, — в составе Орехово-Зуевского района Московской области.
До муниципальной реформы 2006 года Большое Кишнево входило в состав Горского сельского округа Орехово-Зуевского района.

## Население
В 1926 году в деревне проживало 415 человек (197 мужчин, 218 женщин), насчитывалось 96 хозяйств, из которых 81 было крестьянское. По переписи 2002 года — 39 человек (17 мужчин, 22 женщины).
| 1926 | 2002 | 2006 | 2010 |
| ---- | ---- | ---- | ---- |
| 415  | ↘39  | ↘35  | ↘28  |